# アコニチン
アコニチン (英: aconitine) は、トリカブト（Aconitum）に含まれる毒成分。猛毒で毒薬（アコニチンを含む生薬は劇薬）扱い。
アコニットアルカロイドの一種で、TTX感受性ナトリウムイオンチャネルの活性化による脱分極を引き起こし、嘔吐・痙攣・呼吸困難・心臓発作を引き起こす。不整脈状態を引き起こす試薬としても用いられる。以前は解熱剤や鎮痛剤として使用されていた。治療可能域の狭さのため適切な用量を計算するのは困難であるが、現在も生薬の成分として限定的に使用される。
トリカブトに含まれるアルカロイドとして古くから知られていたが、1831年にヨウシュトリカブトAconitum napellusから単離され、平面構造は1950年代に、絶対立体配置は1972年に決定された。
クロロホルムやベンゼンに溶けやすく、水、石油エーテルには溶けにくい。大型の結晶を作りやすい。古来、アイヌなどにより狩猟用の毒矢の毒として使われてきた。適量を使用すれば漢方薬となり、強心剤として使われる。

## 毒性
マウスのLD50は0.166 mg/kg (点滴静脈注射)、0.328 mg/kg （腹腔内注射）、
ラットでは 5.97 mg/kg（経口投与）、経口致死量は成人の場合1.5 - 6mg/kgと推定されている。
食べると嘔吐や下痢・呼吸困難などから死に至ることもある。経皮吸収・経粘膜吸収され、経口から摂取後数分で死亡する即効性がある。
解毒剤や特効薬はないため、治療には催吐や胃洗浄が行われる。テトロドトキシンは、アコニチンとは逆にナトリウムチャネルを阻害してアコニチンの作用を抑制するが、テトロドトキシンの半減期はアコニチンよりも短い為、いずれ拮抗が崩れてしまう。

## 文化
アコニチンはオスカー・ワイルドの1891年の小説『アーサー卿の犯罪 Lord Arthur Savile's Crime』に登場する。